# الفبای رادیویی نیروهای مسلح فنلاند
الفبای رادیویی نیروهای مسلح فنلاند مجموعه‌ای از واژه های است که برای نمایش حروف الفبای فنلاندی در ارتباطات رادیویی استفاده می‌شود. این الفبا برای اولین بار در سال 1937 توسط نیروهای مسلح فنلاند تصویب شد و از آن زمان تاکنون مورد استفاده قرار گرفته است.
| حرف | کلمه رمز | معنی                                                    |
| --- | -------- | ------------------------------------------------------- |
| A   | Aarne    | نام مرد                                                 |
| B   | Bertta   | نام زن                                                  |
| C   | Celsius  | نام دانشمند سوئدی آندرش سلسیوس                          |
| D   | Daavid   | نام مرد                                                 |
| E   | Eemeli   | نام مرد                                                 |
| F   | Faarao   | واژه فنلاندی برای "فرعون"                               |
| G   | Gideon   | نام کتاب مقدس                                           |
| H   | Heikki   | نام مرد                                                 |
| I   | Iivari   | نام مرد                                                 |
| J   | Jussi    | نام مرد                                                 |
| K   | Kalle    | نام مرد                                                 |
| L   | Lauri    | نام مرد                                                 |
| M   | Matti    | نام مرد                                                 |
| N   | Niilo    | نام مرد                                                 |
| O   | Otto     | نام مرد                                                 |
| P   | Paavo    | نام مرد                                                 |
| Q   | kuu      | نام فنلاندی حرف q، همچنین در زبان فنلاندی به معنی "ماه" |
| R   | Risto    | نام مرد                                                 |
| S   | Sakari   | نام مرد                                                 |
| T   | Tyyne    | نام زن                                                  |
| U   | Urho     | نام مرد، همچنین در زبان فنلاندی به معنی "قهرمان"        |
| V   | Vihtori  | نام مرد                                                 |
| W   | Viski    | نام فنلاندی برای ویسکی                                  |
| X   | äksä     | نام فنلاندی حرف X                                       |
| Y   | Yrjö     | نام مرد                                                 |
| Z   | zeta     | نام فنلاندی حرف Z                                       |
| Å   | Åke      | نام مرد در زبان سوئدی                                   |
| Ä   | äiti     | مادر                                                    |
| Ö   | öljy     | روغن                                                    |